# 吉爾貝托·布拉加
吉爾貝托·布拉加（Gilberto Braga，1945年11月1日—2021年10月26日）是巴西编剧和作家。
布拉加生于里约热内卢。1976年任《女奴伊佐拉》编剧，1985年，此片女主角卢塞丽娅·桑托斯拿到《大众电视》金鹰奖最佳外国女主角奖（同时亦为唯一一名获颁最佳女主角奖的外籍人士）。
2021年10月26日，布拉加因脑退化和食道穿孔引致感染在里约热内卢科帕星宿医院逝世，终年75岁。